# Кубок африканських чемпіонів 1977
Кубок африканських чемпіонів 1977 — 13-й розіграш турніру, що проходив під егідою КАФ. Матчі проходили з квітня по 18 грудня 1977 року. Турнір проходив за олімпійською системою, команди грали по два матчі. Усього брали участь 29 команд. Чемпіонський титул утретє здобув гвінейський клуб «Гафія» з Конакрі.

## Перший раунд
| Команда 1            | Заг.           | Команда 2          | 1-й матч | 2-й матч |
| -------------------- | -------------- | ------------------ | -------- | -------- |
| Діараф               | 5:0            | Гарде Насьональ    | 3:0      | 2:0      |
| Горсід               | 1:4            | Аль-Аглі (Каїр)    | 1:1      | 0:3      |
| Олімпік (Ніамей)     | 4:6            | Аль-Медіна         | 2:4      | 2:2      |
| Гор Магіа            | 3:3 (пен. 5:3) | Ямага Вондерерс    | 1:2      | 2:1      |
| Вотур Клуб Мангунгу  | 4:8            | Дьябль Нуар        | 2:4      | 2:4      |
| Кампала Сіті Коунсіл | 4:0            | Мечал              | 1:0      | 3:0      |
| Муфуліра Вондерерс   | 3:3            | Масеру Бразерз     | 1:1      | 2:2      |
| Юніон Дуала          | 3:0            | Сілурес            | 2:0      | 1:0      |
| ТП Мазембе           | 1:4            | Ломе I             | 1:1      | 0:3      |
| Інтер (Бісау)        | 0:6            | Джоліба            | 0:1      | 0:5      |
| Сент:Джозеф Варіорз  | 2:5            | Гартс оф Оук       | 1:3      | 1:2      |
| Сімба (Дар-ес-Салам) | т. п.          | Мбабане Гайлендерс | —        | —        |
| Ґаньоа               | т. п.          | Тампет Мокаф       | —        | —        |

Примітки
1. ↑  «Мбабане Гайлендерс» знявся з турніру.
2. ↑  «Тампет Мокаф» знявся з турніру.

## Другий раунд
| Команда 1            | Заг.           | Команда 2            | 1-й матч | 2-й матч |
| -------------------- | -------------- | -------------------- | -------- | -------- |
| Діараф               | 2:3            | Гартс оф Оук         | 1:1      | 1:2      |
| Аль-Аглі (Каїр)      | 7:3            | Аль-Медіна           | 7:2      | 0:1      |
| Гор Магіа            | 4:5            | Муфуліра Вондерерс   | 2:1      | 2:4      |
| Дьябль Нуар          | 1:2            | Гафія                | 0:1      | 1:1      |
| Кампала Сіті Коунсіл | 3:4            | МК Алжир             | 1:1      | 2:3      |
| Юніон Дуала          | 2:2 (пен. 3:4) | Ломе I               | 1:1      | 1:1      |
| Вотер Корпорейшен    | 1:0            | Сімба (Дар-ес-Салам) | 0:0      | 1:0      |
| Ґаньоа               | 2:4            | Джоліба              | 1:3      | 1:1      |

## Фінальний етап

### Чвертьфінал
| Команда 1         | Заг. | Команда 2          | 1-й матч | 2-й матч |
| ----------------- | ---- | ------------------ | -------- | -------- |
| Аль-Аглі (Каїр)   | 1:3  | Гартс оф Оук       | 1:0      | 0:3      |
| МК Алжир          | 2:3  | Муфуліра Вондерерс | 2:1      | 0:2      |
| Вотер Корпорейшен | 4:5  | Гафія              | 4:2      | 0:3      |
| Джоліба           | 2:1  | Ломе I             | 2:0      | 0:1      |

Примітки
1. ↑  «Ломе I» вийшов у півфінал, тому що «Джоліба» був виключений із турніру у зв'язку з несплатою внеску до КАФ.

### Півфінал
| Команда 1          | Заг.    | Команда 2    | 1-й матч | 2-й матч |
| ------------------ | ------- | ------------ | -------- | -------- |
| Муфуліра Вондерерс | 5:5 (ч) | Гартс оф Оук | 5:2      | 0:3      |
| Ломе I             | 2:3     | Гафія        | 2:1      | 0:2      |

## Фінал
| 4 грудня 1977 |

| Гартс оф Оук | 0:1 | Гафія |
| ------------ | --- | ----- |
|              |     |       |

| «Аккра Спортс», Аккра Глядачів: 45 000 |

| 18 грудня 1977 |

| Гафія | 3:2 | Гартс оф Оук |
| ----- | --- | ------------ |
|       |     |              |

| «28 вересня», Конакрі Глядачів: 40 000 |

| : | Чемпіон Кубка африканських чемпіонів 1977 Гафія (3-й титул) |